# Janusz Niedziałkowski

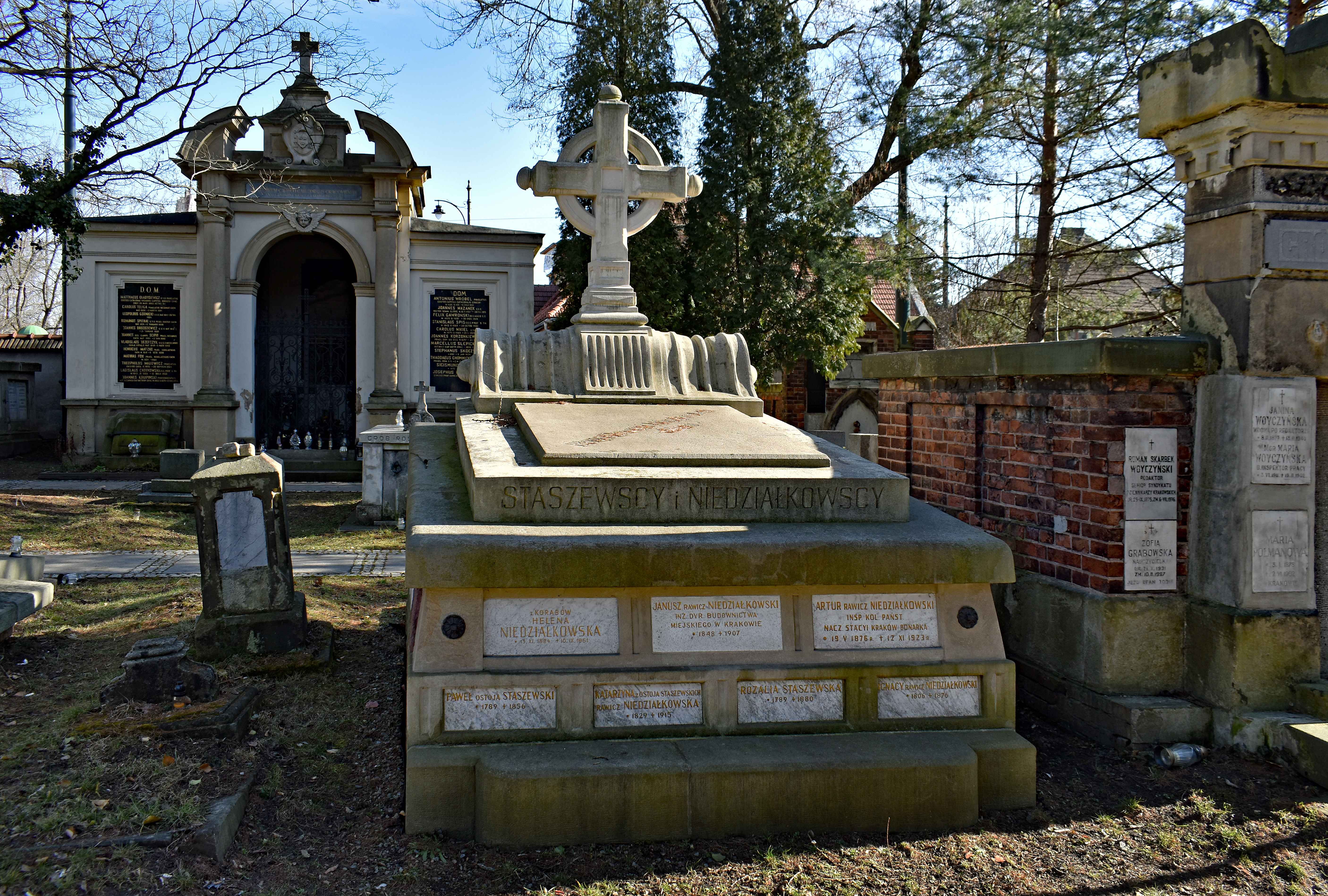
Cmentarz Rakowicki.
Grobowiec Niedziałkowskich.

Janusz Rawicz Niedziałkowski (ur. 1848 w Krakowie, zm. 16 lub 18 kwietnia 1907 w Krzeszowicach) – polski inżynier, urzędnik.

## Życiorys
Urodził się w 1848 w Krakowie. W 1867 ukończył studia na Instytucie Technicznym w Krakowie, w 1870 Akademię Budowlaną w Berlinie. Do 1875 pracował w sferze budowy kolei żelaznych w Niemczech, do 1877 zatrudniony w banku budowlanym w Dortmundzie.
W 1877 powrócił do Krakowa, gdzie pracował jako architekt i oceniający przy sądzie. Od 1882 do 1895 był dyrektorem budownictwa miejskiego w Krakowie. Stworzył plany wielu budynków wzniesionych w Krakowie. Kierował budową Szpitala Zakonu Bonifratrów w Krakowie. Pozostawił po sobie także projekty niezrealizowane.
Zmarł nagle 16 lub 18 kwietnia 1907 w Krzeszowicach. Został pochowany na cmentarzu Rakowickim w Krakowie.

## Prace

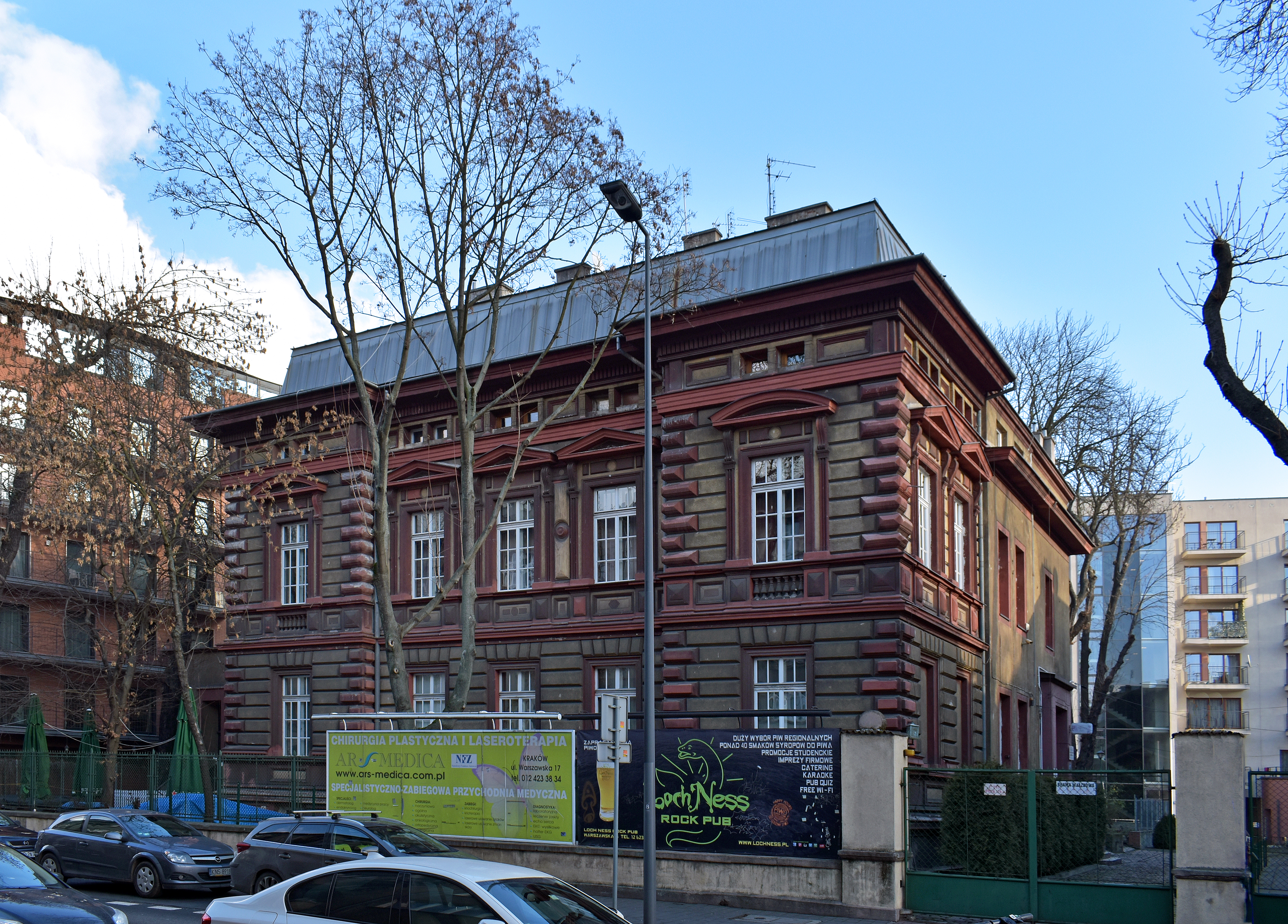
Kraków, ul. Warszawska 15-17. Pałac Przeworskich (1878).
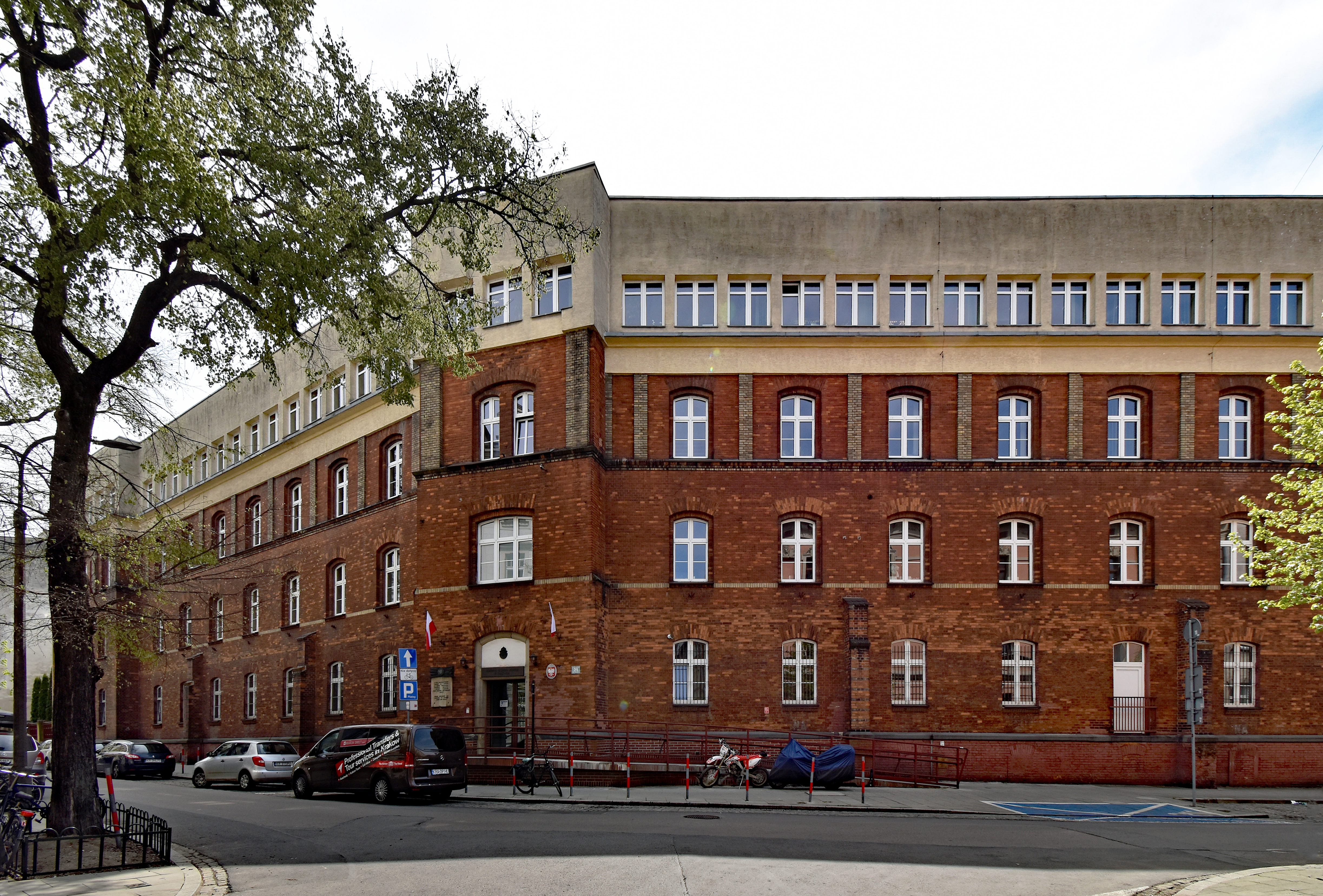
Kraków,  ul. H. Siemiradzkiego 24 Koszary austriackiej Obrony Krajowej (1892).
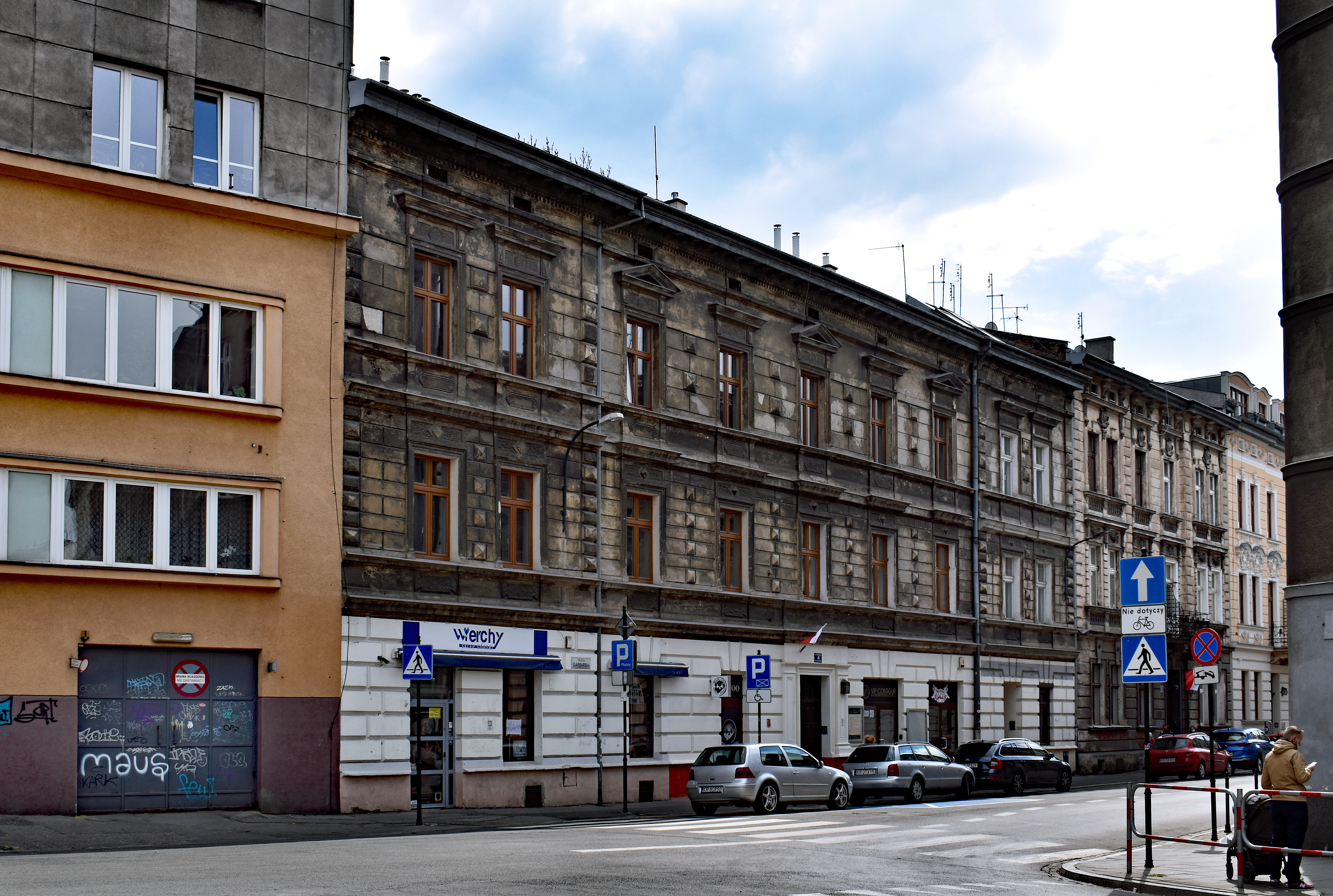
Kraków,   ul. Garbarska 4. Kamienica (1897).
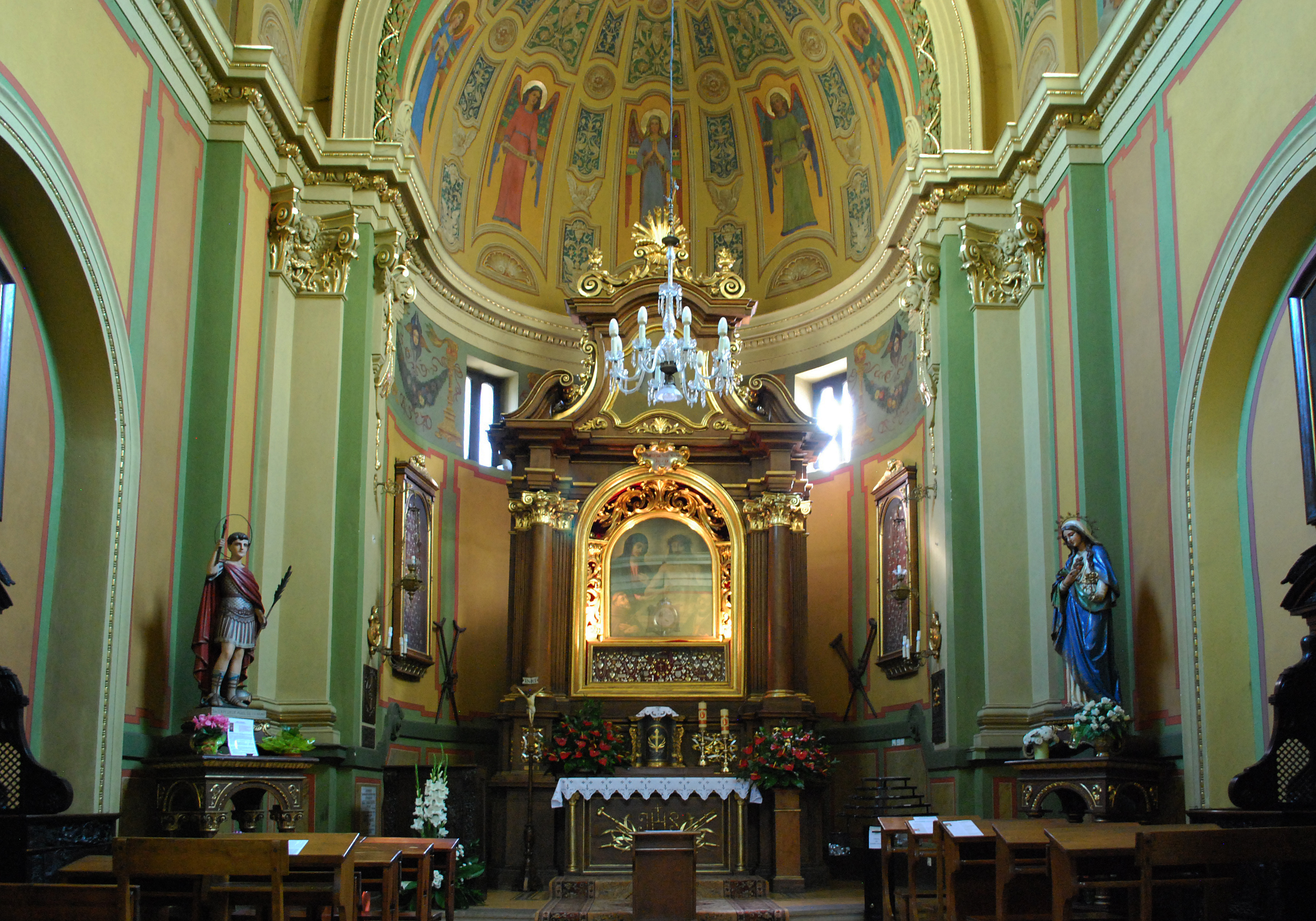
Kraków,  ul. Reformacka 2-4. Kościół św. Kazimierza Królewicza, kaplica Pana Jezusa Miłosiernego (1901).
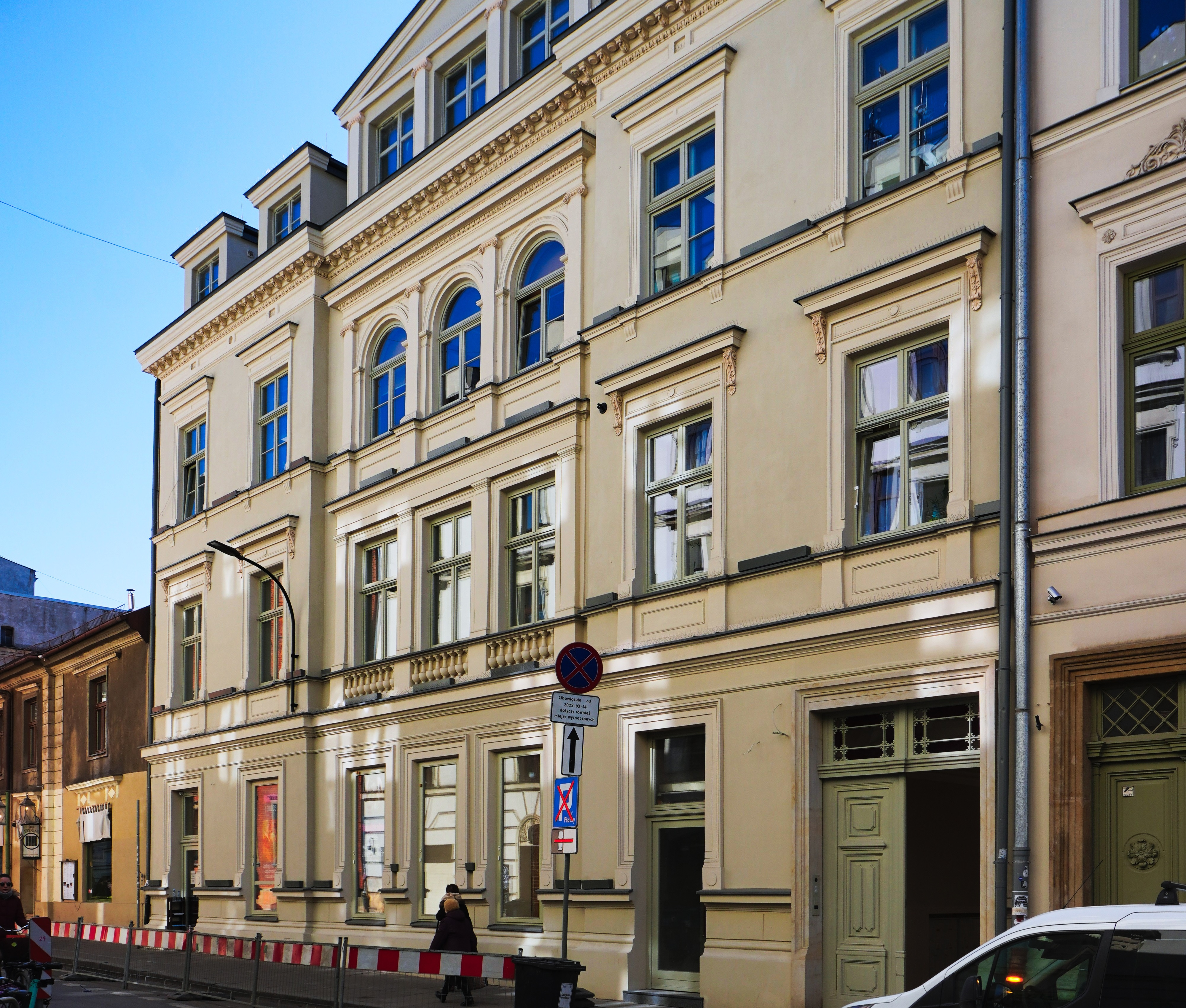
Kraków, ul. Krupnicza 8. Kamienica (1873–1874, wspólnie z Teofilem Żebrawskim i Tomaszem Prylińskim).
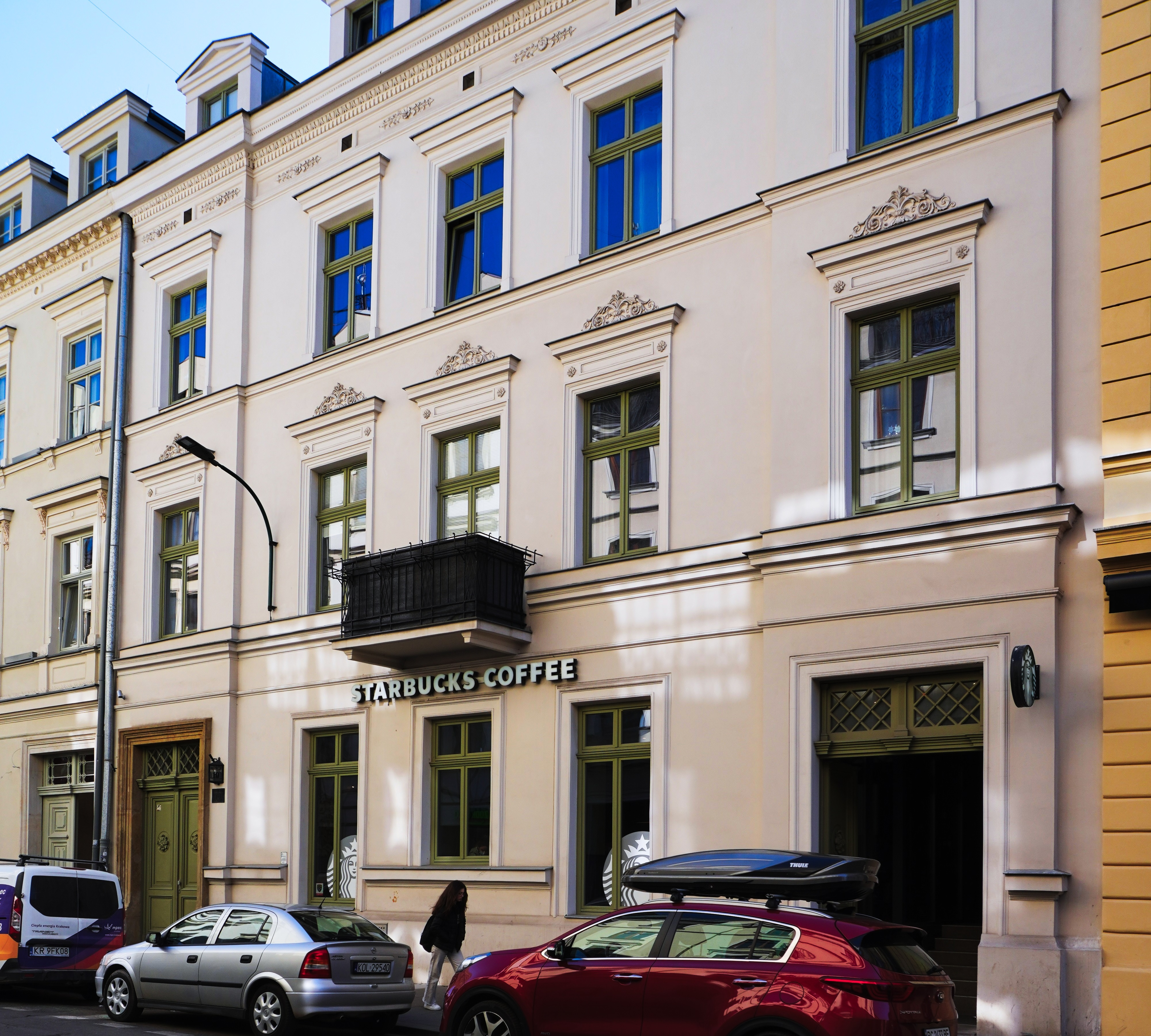
Kraków,  ul. Krupnicza 10. Kamienica (1873–1874, wspólnie z Teofilem Żebrawskim i Tomaszem Prylińskim).

## Źródła
- Praca zbiorowa Zabytki Architektury i budownictwa w Polsce. Kraków, Krajowy Ośrodek Badań i Dokumentacji Zabytków, Warszawa 2007, ISBN 978-83-92298-1